# Майдан (Берегометская поселковая община)
Майдан (укр. Майдан) — село в Берегометской поселковой общине Вижницкого района Черновицкой области Украины.
Население по переписи 2001 года составляло 238 человек. Почтовый индекс — 59230. Телефонный код — 3730. Код КОАТУУ — 7320584005.